# 首都高SPL ゼロ
『首都高SPL ゼロ』 (しゅとこうすぺしゃる) は、楠みちはる作画による日本の自動車漫画。青年コミック誌『月刊ヤングマガジン』 (講談社) にて、2024年第7号~連載中。

## 概要
『首都高SPL』の続編として描かれた作品。『湾岸ミッドナイト』シリーズ第5作。

## 登場人物とその愛車

### 主要人物
工藤 圭介 (くどう けいすけ)
登場車種：
ボディーカラー…
本作の主人公

## 書誌情報
- 楠みちはる『首都高SPL ゼロ』講談社〈ビッグコミックス〉、既刊1巻
  1. 2025年4月18日発売、ISBN 9784065393031